# 김민구 (축구 선수)
김민구(한국 한자: 金玟究, 1984년 5월 7일 ~ )는 대한민국의 축구 선수이다.

## 축구인 경력

### 선수 경력
관동대학교를 거쳐 내셔널리그 강릉시청에 입단하였다. 강릉시청에서 1시즌 간 활약한 뒤 경찰청에서 2시즌을 소화하며 병역 의무를 이행하였다. 2011 K리그를 앞두고 시행된 드래프트에서 대구 FC에 지명되었다. 2011년 3월 16일 경남 FC와의 컵대회 경기에서 데뷔전을 치렀다. 16라운드엔 라운드 베스트 11에 선정되기도 하였다.
2012년 7월 대전 한수원으로 이적하였다.